# 富勒顿
富勒顿（英語：Fullarton）是加勒比海岛国特立尼达和多巴哥特立尼达岛的一座城镇，行政上由锡帕里亚地区管辖。位于加洛斯东部和塞德罗斯西部之间，2011年人口652人。该地有洛奇马本小学。